# Segunda División 2018-2019 (Spagna)
La stagione 2018-2019 della Segunda División (detta Liga Adelante per ragioni di sponsorizzazione) è l'88ª edizione del campionato di calcio spagnolo di seconda divisione. La stagione regolare è cominciata il 17 agosto 2018. Dopo questa, è prevista una fase di play-off per decidere la terza promozione in Liga, suddivisa in semifinali e finali, che vengono disputate in sfide di andata e ritorno. Al contrario, le quattro retrocessioni in Segunda División B sono tutte dirette e non prevedono spareggi.
L'Osasuna ha vinto il torneo ed è stato promosso in Primera División assieme al Granada e, dopo i playoff, al Maiorca.

## Stagione

### Novità
Nella stagione precedente si è assistito al ritorno in Primera División di Rayo Vallecano e Real Valladolid, mentre il Huesca ha ottenuto la prima promozione della sua storia. Dalla Primera sono scese al loro posto Deportivo La Coruña, Las Palmas e Málaga.
Dall'altra parte, sono retrocesse in Segunda División B le ultime quattro classificate Leonesa, Barcellona B, Lorca e Siviglia Atlético; a rimpiazzarle dalla Segunda B sono tornate dopo un solo anno Mallorca ed Elche insieme a Extramadura e Rayo Majadahonda.

### Formula
Al torneo partecipano 22 squadre che si sfidano in un girone all'italiana, andata e ritorno contro tutte le altre. Vengono assegnati tre punti per la vittoria, uno per il pareggio e zero per la sconfitta.
Successivamente vengono disputati i play-off, concessi alle squadre che si sono piazzate tra la terza e la sesta posizione al termine della stagione regolare. Quella meglio classificata affronta l'ultima che ha conquistato un posto utile per garantirsi l'accesso alle eliminatorie, mentre la quarta e la quinta si sfidano tra di loro. I vincenti di questi incontri, che vengono stabiliti su match di andata e ritorno, si affrontano nella cosiddetta finale play-off, che determinerà la terza squadra che potrà aver accesso, nella stagione successiva, in Primera División.
A retrocedere sono le ultime quattro squadre classificatesi al termine della stagione regolare; non sono previsti play-out.

## Squadre partecipanti
| Club                | Città                      | Stadio                              | Stagione precedente                        |
| ------------------- | -------------------------- | ----------------------------------- | ------------------------------------------ |
| Albacete            | Albacete                   | Estadio Carlos Belmonte             | 17º in Segunda División                    |
| Almería             | Almería                    | Estadio de los Juegos Mediterráneos | 18º in Segunda División                    |
| Alcorcón            | Alcorcón                   | Santo Domingo                       | 13º in Segunda División                    |
| Cadice              | Cadice                     | Estadio Ramón de Carranza           | 9º in Segunda División                     |
| Córdoba             | Cordova                    | Stadio Nuevo Arcángel               | 16º in Segunda División                    |
| Deportivo La Coruña | La Coruña                  | Stadio Riazor                       | 18º in Primera División                    |
| Elche               | Elche                      | Estadio Manuel Martínez Valero      | Promosso ai play-off di Segunda División B |
| Extremadura UD      | Almendralejo               | Stadio Francisco de la Hera         | Promosso ai playoff di Segunda División B  |
| Granada             | Granada                    | Estadio Nuevo Los Cármenes          | 10º in Segunda División                    |
| Gimnàstic           | Tarragona                  | Nou Estadi                          | 15º in Segunda División                    |
| Las Palmas          | Las Palmas de Gran Canaria | Estadio de Gran Canaria             | 19º in Primera División                    |
| Lugo                | Lugo                       | Anxo Carro                          | 12º in Segunda División                    |
| Maiorca             | Palma di Maiorca           | Iberostar Estadi                    | Promosso ai play-off di Segunda División B |
| Malaga              | Malaga                     | La Rosaleda                         | 20º in Primera División                    |
| Numancia            | Soria                      | Los Pajaritos                       | 6º in Segunda División                     |
| Osasuna             | Pamplona                   | Estadio Reyno de Navarra            | 8º in Segunda División                     |
| Rayo Majadahonda    | Majadahonda                | Estadio Cerro del Espino            | Promosso ai playoff di Segunda División B  |
| Real Oviedo         | Oviedo                     | Estadio Carlos Tartiere             | 7º in Segunda División                     |
| Reus                | Reus                       | Camp Nou Municipal                  | 14º in Segunda División                    |
| Saragozza           | Saragozza                  | La Romareda                         | 3º in Segunda División                     |
| Sporting Gijón      | Gijón                      | El Molinón                          | 4º in Segunda División                     |
| Tenerife            | Santa Cruz de Tenerife     | Heliodoro Rodríguez López           | 11º in Segunda División                    |

## Allenatori e primatisti
Aggiornato all’8 febbraio 2019
| Squadra          | Allenatori                      | Calciatore più presente | Cannoniere                              |
| ---------------- | ------------------------------- | ----------------------- | --------------------------------------- |
| Albacete         | Luis Miguel Ramis               |                         | Jérémie Bela (8)                        |
| Alcorcon         | Cristobal Parralo Aguileira     |                         | Juan Muñoz (9)                          |
| Almeria          | Francisco Javier Fernandez Diaz |                         | Álvaro Giménez (7)                      |
| Cadice           | Alvaro Cervera                  |                         | Manu Vallejo (6)                        |
| Cordoba          | José Ramon Sandoval             |                         | Federico Piovaccari (11)                |
| Elche            | Juan José Royo Martin           |                         | Sory Kaba (8)                           |
| Extremadura UD   | Rodri                           |                         | Enric Gallego (15)                      |
| Gijon            | José Alberto Lopez Menendez     |                         | Uroš Đurđević (7)                       |
| Gimnastic        | José Antonio Gordillo Luna      |                         | Fali, Manu del Moral, Luis Suárez (3)   |
| Granada          | Diego Martinez Penas            |                         | Antonio Puertas (7)                     |
| La Coruna        | Natxo Gonzalez                  |                         | Quique Gonzalez (15)                    |
| Las Palmas       | Manuel Jiménez Jiménez          |                         | Rubén Castro (10)                       |
| Lugo             | Alberto Monteagudo              |                         | Carlos Pita (6)                         |
| Maiorca          | Vicente Moreno                  |                         | Lago Júnior (9)                         |
| Malaga           | Juan Ramon Lopez Muniz          |                         | Gustavo Blanco (6)                      |
| Numancia         | Aritz López Garai               |                         | Diamanka (6)                            |
| Osasuna          | Jagoba Arrasate                 |                         | Juan Villar, Roberto Torres Morales (8) |
| Rayo Majadahonda | Antonio Iriondo                 |                         | Aitor Ruibal (5)                        |
| Reus             | Xavi Bartolo                    |                         | Miguel Linares (4)                      |
| Real Oviedo      | Juan Antonio Anquela            |                         | Édgar Bárcenas (5)                      |
| Saragozza        | Luis Lucas Alcaraz              |                         | Álvaro Vázquez (7)                      |
| Tenerife         | José Luis Oltra                 |                         | José Naranjo (4)                        |

## Classifica finale
|  | Pos. | Squadra             | Pt | G  | V  | P  | S  | GF | GS | DR  |
|  | ---- | ------------------- | -- | -- | -- | -- | -- | -- | -- | --- |
|  | 1.   | Osasuna             | 87 | 42 | 26 | 9  | 7  | 59 | 35 | +24 |
|  | 2.   | Granada             | 79 | 42 | 22 | 13 | 7  | 52 | 28 | +24 |
|  | 3.   | Malaga              | 74 | 42 | 21 | 11 | 10 | 51 | 31 | +20 |
|  | 4.   | Albacete            | 71 | 42 | 19 | 14 | 9  | 54 | 38 | +16 |
|  | 5.   | Maiorca             | 69 | 42 | 19 | 12 | 11 | 53 | 37 | +16 |
|  | 6.   | Deportivo La Coruña | 68 | 42 | 17 | 17 | 8  | 50 | 32 | +18 |
|  | 7.   | Cadice              | 64 | 42 | 16 | 16 | 10 | 53 | 36 | +17 |
|  | 8.   | Real Oviedo         | 63 | 42 | 17 | 12 | 13 | 48 | 48 | 0   |
|  | 9.   | Sporting Gijón      | 61 | 42 | 16 | 13 | 13 | 42 | 37 | +5  |
|  | 10.  | Almería             | 60 | 42 | 15 | 15 | 12 | 49 | 38 | +11 |
|  | 11.  | Elche               | 55 | 42 | 13 | 16 | 13 | 49 | 52 | -3  |
|  | 12.  | Las Palmas          | 54 | 42 | 12 | 18 | 12 | 48 | 50 | -2  |
|  | 13.  | Alcorcón            | 52 | 42 | 14 | 10 | 18 | 36 | 42 | -6  |
|  | 14.  | Extremadura UD      | 53 | 42 | 14 | 11 | 17 | 43 | 47 | -4  |
|  | 15.  | Real Saragozza      | 51 | 42 | 13 | 12 | 17 | 49 | 51 | -2  |
|  | 16.  | Tenerife            | 50 | 42 | 11 | 17 | 14 | 40 | 50 | -10 |
|  | 17.  | Numancia            | 49 | 42 | 11 | 16 | 15 | 44 | 50 | -6  |
|  | 18.  | Lugo                | 47 | 42 | 10 | 17 | 15 | 43 | 51 | -8  |
|  | 19.  | Rayo Majadahonda    | 45 | 42 | 12 | 9  | 21 | 46 | 61 | -15 |
|  | 20.  | Gimnàstic           | 36 | 42 | 9  | 9  | 24 | 30 | 63 | -33 |
|  | 21.  | Córdoba             | 34 | 42 | 7  | 13 | 22 | 48 | 79 | -41 |
|  | 22.  | Reus (-21)          | 0  | 42 | 5  | 6  | 31 | 16 | 48 | -32 |

Legenda:

      Promosse in Primera División 2019-2020
 Qualificate ai play-off promozione
      Retrocesse in Segunda División B 2019-2020
Regolamento:
Tre punti a vittoria, uno a pareggio, zero a sconfitta.
In caso di arrivo di due squadre a pari punti, la graduatoria verrà stilata in base all'ordine dei seguenti criteri:
- Differenza reti negli scontri diretti
- Differenza reti generale
- Reti realizzate in generale

In caso di arrivo di tre o più squadre a pari punti, la graduatoria verrà stilata in base all'ordine dei seguenti criteri:
- Punti negli scontri diretti (classifica avulsa)
- Differenza reti negli scontri diretti
- Differenza reti generale
- Reti realizzate in generale
- Classifica fair-play stilata a inizio stagione

Nel caso un criterio escluda solamente alcune delle squadre, senza quindi determinare l'ordine completo, tali squadre vengono escluse dal criterio successivo, rimanendo così senza possibilità di posizionarsi meglio.
Note:
Il Reus è già classificato ultimo poiché squalificato a causa della mancata disputa di numerose partite.

## Play-off

### Tabellone
|  | Semifinali | Semifinali          | Semifinali | Semifinali | Semifinali |  |  | Finale | Finale              | Finale | Finale | Finale |  |
|  |            |                     |            |            |            |  |  |        |                     |        |        |        |  |
|  | 6          | Deportivo La Coruña | 4          | 1          | 5          |  |  |        |                     |        |        |        |  |
|  | 3          | Malaga              | 2          | 0          | 2          |  |  | 6      | Deportivo La Coruña | 2      | 0      | 2      |  |
|  | 5          | Maiorca             | 2          | 0          | 2          |  |  | 5      | Maiorca             | 0      | 3      | 3      |  |
|  | 4          | Albacete            | 0          | 1          | 1          |  |  |        |                     |        |        |        |  |

Note:
Incontri di andata e ritorno.
Il vincitore viene determinato in base all'ordine dei seguenti criteri:
Miglior differenza reti a favore al termine dei tempi regolamentari
Maggior numero di reti fuori casa al termine dei tempi regolamentari
Miglior differenza reti a favore al termine dei tempi supplementari
Maggior numero di reti fuori casa al termine dei tempi supplementari
Miglior posizione raggiunta in campionato

## Statistiche

### Primati stagionali
Aggiornati al 9 giugno 2019.
Squadre
- Maggior numero di vittorie: Osasuna (26)
- Maggior numero di pareggi: Las Palmas (18)
- Maggior numero di sconfitte: Reus (31)
- Minor numero di vittorie: Reus (5)
- Minor numero di pareggi: Reus (6)
- Minor numero di sconfitte: Osasuna e Granada (7)
- Miglior attacco: Osasuna (59 gol fatti)
- Peggior attacco: Reus (16 gol fatti)
- Miglior difesa: Granada (18 gol subiti)
- Peggior difesa: Cordóba (79 gol subìti)
- Miglior differenza reti: Osasuna e Granada (+24)
- Peggior differenza reti: Cordóba (−41)

Partite
- Partita con più gol: Almería-Elche 5-3 (38ª giornata) (8)